# Лугачов Єгор Юрійович
Єго́р Ю́рійович Лугачо́в (нар. 24 грудня 1988, Суми, СРСР) — колишній український футболіст, півзахисник. Виступав за юнацькі та молодіжну збірні України.

## Клубна кар'єра
Починав займатися футболом у рідних Сумах. У 10-річному віці переїхав до Києва, де продовжив навчання у місцевій ДЮСШ-15.
У віці 16 років їм зацікавилося київське «Динамо», однак тренери Лугачова, що вирішували те, де він продовжить кар'єру, зволіли віддати футболіста в московський «Спартак», керівники якого помітили Єгора в матчі юнацьких збірних України та Росії.
27 липня 2008 року в матчі 15-го туру чемпіонату Росії проти команди «Промінь-Енергія» Лугачов дебютував в основному складі «Спартака», проте цей матч став єдиним для Єгора в основному складі «Спартака» в чемпіонатах Росії. Взимку 2009 року Лугачов висловив бажання покинути команду, але керівництво «Спартака» відмовило півзахисникові.
30 серпня 2010 року Лугачов, який провів за весь час лише 2 матчі за основний склад «червоно-білих», був відданий в оренду до київського «Арсенала». У київському клубі Єгор Лугачов провів пів року, протягом яких тричі виходив на поле у складі команди (один раз починав в основі) в Прем'єр-лізі та провів одну гру в у матчі 1/16 Кубка України проти харківського «Металіста». Крім того, зіграв 9 ігор за молодіжний склад «Арсеналу» і забив один гол. На початку 2011 року підписав з «канонірами» повноцінний контракт, проте за основну команді більше не зіграв жодного матчу і влітку 2012 року покинув команду.
На початку 2013 року на правах вільного агента перейшов в ФК «Полтава», в якому відразу став основним гравцем і до кінця сезону зіграв у 11 матчах Першої ліги. Проте на початку нового сезону у футболіста виникли непорозуміння з тренерським штабом «Полтави», і гравець перестав виходити на поле і тренувався індивідуально, а також грав у чемпіонаті Київської області в складі команди «Лідер». Через це на початку 2014 року футболіста було віддано в оренду до кінця сезону в друголіговий клуб «Гірник-Спорт».
Після завершення професійної спортивної кар'єри в 27 років став перукарем.
У 2023 році брав участь у чемпіонаті канадського міста Ванкувер з футзалу.

## Виступи за збірні
З 2003 року викликався до юнацьких збірних команд України різних вікових категорій.
5 лютого 2008 року дебютував у складі української молодіжної збірної. Того ж 2008 року опинився в епіцентрі скандалу, пов'язаного зі зміною громадянства та неявкою на виклик тренерського штабу збірної. Поштовхом до скандалу стала неявка гравця до табору збірної, яка готувалася до ігор в рамках Турніру пам'яті Валерія Лобановського. Керівництво московського «Спартака», кольори якого захищав гравець, не повідомило гравця про офіційний виклик від Федерації футболу України. Спочатку представники московського клубу заявляли, що такий виклик не надходив, згодом генеральний директор «Спартака» Валерій Карпін зазначав, що гравця не було відпущено до молодіжної збірної України, оскільки він має російське громадянство і, відповідно, на думку Карпіна, може грати лише за збірні Росії. Однак, урешті-решт з керівництвом «Спартака» було досягнуто порозуміння, і в 2009 році Лугачов поновив виступи за молодіжну збірну України, провівши загалом за неї 5 матчів, в яких забив один гол.
Після переходу до київського «Арсенала» гравець спростував факт натуралізації в Росії, хоча раніше визнавав отримання російського паспорту.